# The Forgotten Kingdom (película)
The Forgotten Kingdom es una película dramática de 2013 coproducida entre Estados Unidos, Sudáfrica y Lesoto escrita y dirigida por Andrew Mudge y protagonizada por Jerry Mofokeng. Recibió nueve nominaciones y ganó tres premios en la décima edición de los Premios de la Academia del Cine Africano.

## Elenco
- Zenzo Ngqobe como Atang Mokoenya
- Nozipho Nkelemba como Dineo
- Jerry Mofokeng como Katleho
- Moshoeshoe Chabeli como sacerdote
- Lillian Dube como médica clínica
- Jerry Phele como el padre de Atang
- Reitumetse Qobo como Nkoti

## Recepción
Tiene una calificación del 86 % en Rotten Tomatoes. Leslie Felperin de The Guardian otorgó a la película tres estrellas de cinco. David Clack de Time Out también le otorgó el mismo número de estrellas. Trevor Johnston de Radio Times le dio cuatro estrellas de cinco.